# Георги Дончев (музикант)
Вижте пояснителната страница за други личности с името Георги Дончев.
Георги Дончев е български музикант – контрабасист, бас китарист и композитор.

## Музикална кариера
От 1989 до 1992 учи в Националната музикална академия, а между 1993 и 1996 учи с пълна стипендия в Бъркли колидж в Бостън.
От 2001 година е част от Насекомикс.
Работил е с множество български и чуждестранни изпълнители, сред които: Енио Мориконе, Найджъл Кенеди, Милчо Левиев, Христо Йоцов, Антони Дончев, Стоян Янкулов, Теодосий Спасов, Симеон Щерев, Стефан Вълдобрев и други.
Композитор на театрална музика.